# Cleide Amaral
Cleide Amaral, född 17 juli 1967, är en brasiliansk friidrottare som tävlade i kortdistanslöpning. Hon deltog vid olympiska sommarspelen 1996.